# Денисова (Свердловская область)
Дени́сова — деревня в Серовском районе Свердловской области России. Входит в Сосьвинский муниципальный округ.
Ранее деревня входила в состав Романовского сельсовета Серовского района.

## История
В «Списке населённых мест Российской империи» 1869 года Денисова упомянута как деревня Верхотурского уезда Пермской губернии, при реке Ляле, расположенная в 44 верстах от уездного города Верхотурья. В деревне насчитывалось 10 дворов и проживало 66 человек (26 мужчин и 40 женщин). Имелась земская станция.

## География
Деревня Денисова находится в северной части области, на расстоянии 32-х километров к западу от посёлка Сосьва, на левобережной надпойменной террасе реки Ляли (правого притока реки Сосьвы), на северном берегу озера-старицы Курья.
Абсолютная высота — 81 метр над уровнем моря.
В деревне Денисовой только одна улица — Центральная.

## Население
| 2002 | 2010 | 2021 |
| ---- | ---- | ---- |
| 23   | ↘20  | ↘8   |

Согласно результатам переписи населения 2002 года, в национальной структуре населения русские составляли 96 % из 23 человек.